# Bajza utca (Metró Budapest)
Bajza utca ist eine 1896 eröffnete Station der Linie 1 (Földalatti) der Metró Budapest und liegt zwischen den Stationen Kodály körönd und Hősök tere.

## Galerie

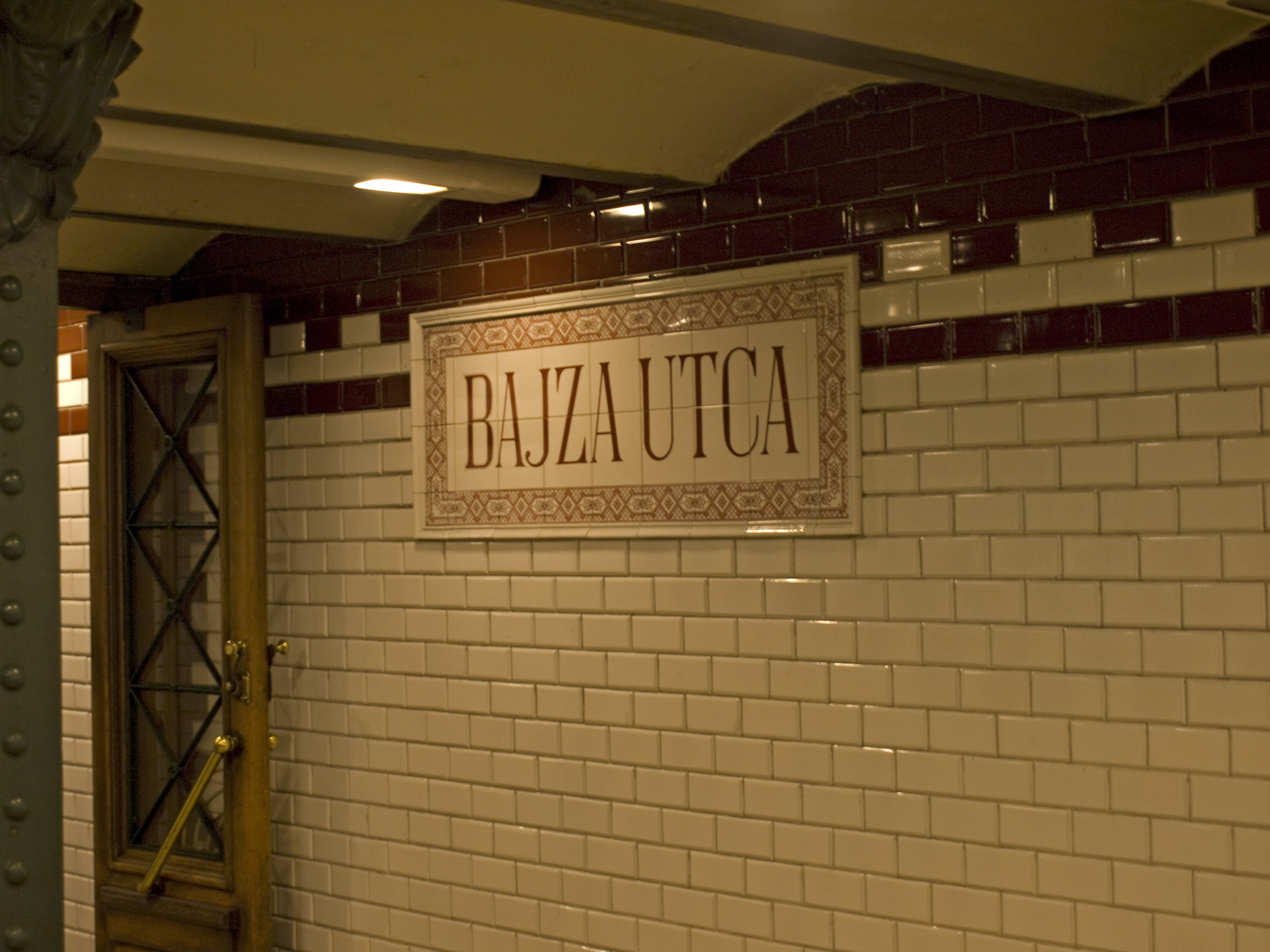
Stationsschild
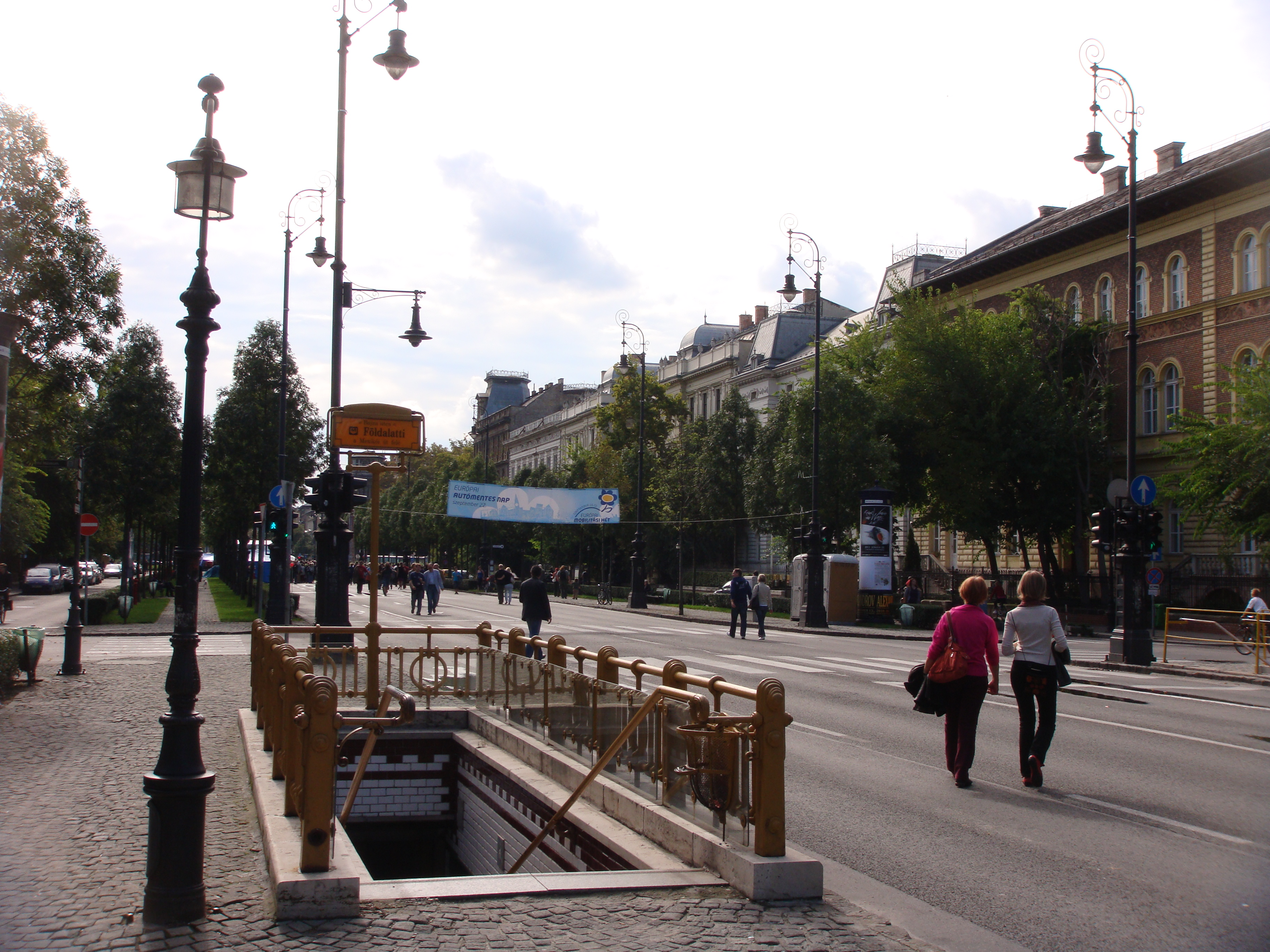
Zugang